# Khorata
Genre
Khorata est un genre d'araignées aranéomorphes de la famille des Pholcidae.

## Distribution
Les espèces de ce genre se rencontrent en Asie de l'Est et en Asie du Sud-Est.

## Liste des espèces
Selon World Spider Catalog (version 26, 16/07/2025) :
- Khorata bachma Yao & Li, 2018
- Khorata bangkok Huber, 2005
- Khorata bayeri Yao, Li & Jäger, 2014
- Khorata circularis Yao & Li, 2013
- Khorata cucphuong Yao & Li, 2018
- Khorata dangi Yao, Pham & Li, 2015
- Khorata danxia Sheng & Xu, 2021
- Khorata dawei Yao & Li, 2019
- Khorata diaoluoshanensis Tong & Li, 2008
- Khorata digitata Yao & Li, 2010
- Khorata dongkou Yao & Li, 2010
- Khorata dupla Yao & Li, 2013
- Khorata epunctata Yao & Li, 2010
- Khorata flabelliformis Yao & Li, 2010
- Khorata fusui Zhang & Zhu, 2009
- Khorata guiensis Yao & Li, 2010
- Khorata huberi Yao, Pham & Li, 2015
- Khorata jaegeri Huber, 2005
- Khorata kep Lan, Jäger & Li, 2021
- Khorata khammouan Huber, 2005
- Khorata libo Yao & Li, 2019
- Khorata liuzhouensis Yao & Li, 2010
- Khorata luojinensis Yao & Li, 2010
- Khorata luoping Yao & Li, 2019
- Khorata macilenta Yao & Li, 2010
- Khorata matang Yao & Li, 2019
- Khorata miaoshanensis Yao & Li, 2010
- Khorata musee Lan & Li, 2021
- Khorata nani Xu, Zheng & Yao, 2020
- Khorata nanningensis Yao & Li, 2010
- Khorata ningming Zhang & Zhu, 2009
- Khorata ningyuan Wei & Xu, 2014
- Khorata ninhbinh Zhang, Li & Yao, 2024
- Khorata palace Yao & Li, 2018
- Khorata paquini Yao & Li, 2010
- Khorata protumida Yao, Pham & Li, 2015
- Khorata qian Yao & Li, 2019
- Khorata qiyunshanensis Zhou, 2024
- Khorata quangbinh Yao & Li, 2018
- Khorata qunzhen Yao & Liu, 2025
- Khorata robertmurphyi Yao & Li, 2010
- Khorata rongshuiensis Yao & Li, 2010
- Khorata sancai Wei & Xu, 2014
- Khorata schwendingeri Huber, 2005
- Khorata shao Yao & Li, 2010
- Khorata suwei Yao & Li, 2019
- Khorata triangula Yao & Li, 2010
- Khorata vinhphuc Yao & Li, 2018
- Khorata wangae Yao & Li, 2010
- Khorata wenshan Yao & Li, 2019
- Khorata xingyi Chen, Zhang & Zhu, 2009
- Khorata yangchun Yao & Li, 2019
- Khorata yuhaoi Xu, Zheng & Yao, 2020
- Khorata zhui F. Zhang & C. Zhang, 2008

## Systématique et taxinomie
Ce genre a été décrit par Huber en 2005 dans les Pholcidae.

## Publication originale
- Huber, 2005 : « Revision of the genus Spermophora Hentz in Southeast Asia and on the Pacific Islands, with descriptions of three new genera (Araneae: Pholcidae). » Zoologische Mededelingen, vol. 79, no 2, p. 61-114 (texte intégral).